# Jean-Baptiste-Louis Gresset
Jean-Baptiste-Louis Gresset (Amiens, 29 agosto 1709 – Amiens, 16 giugno 1777) è stato un poeta e drammaturgo francese.
È conosciuto soprattutto per aver scritto il poemetto Vert-Vert.
Durante gli ultimi venticinque anni della sua vita deplorò la frivolezza della sua gioventù, che gli aveva consentito di scrivere il Vert-Vert. 

## Biografia
Gresset era stato allevato dai gesuiti di Amiens. Accettato come novizio a diciassette anni, fu mandato al Lycée Louis-le-Grand di Parigi, e completati gli studi all'età di diciannove anni fu nominato come assistente in un collegio di Rouen.
Nel 1734, a Rouen, Gresset pubblicò Vert-Vert, la divertente storia di un pappagallo cresciuto in un convento di Nevers. Divenuto famoso grazie a quest'opera, Gresset lasciò Rouen per Parigi dove scrisse un secondo poemetto, La Chartreuse. Ma i padri gesuiti rimasero offesi dai suoi versi anticlericali e così disposero il trasferimento del poeta al collegio gesuita di La Flèche. Poco dopo Gresset lasciò l'Ordine (30 settembre 1735) senza esser veramente diventato prete. Questa rinuncia ispirerà la composizione di Adieux aux Jésuites.
Nel 1740, tornò a Parigi e scrisse Edouard III, una tragedia (1740) e Sidnei, una commedia (1745). A queste opere fece seguito Le Méchant, considerata da Ferdinand Brunetière come la più grande commedia francese in versi del XVIII secolo. Nel 1748, Gresset fu ammesso all'Académie française. Dopo il suo matrimonio, avvenuto nel 1751 con la figlia di un ex sindaco di Amiens, si ritirò a vita privata nella sua città natale. Morì il 16 giugno 1777.